# Harmonie (Bonn)

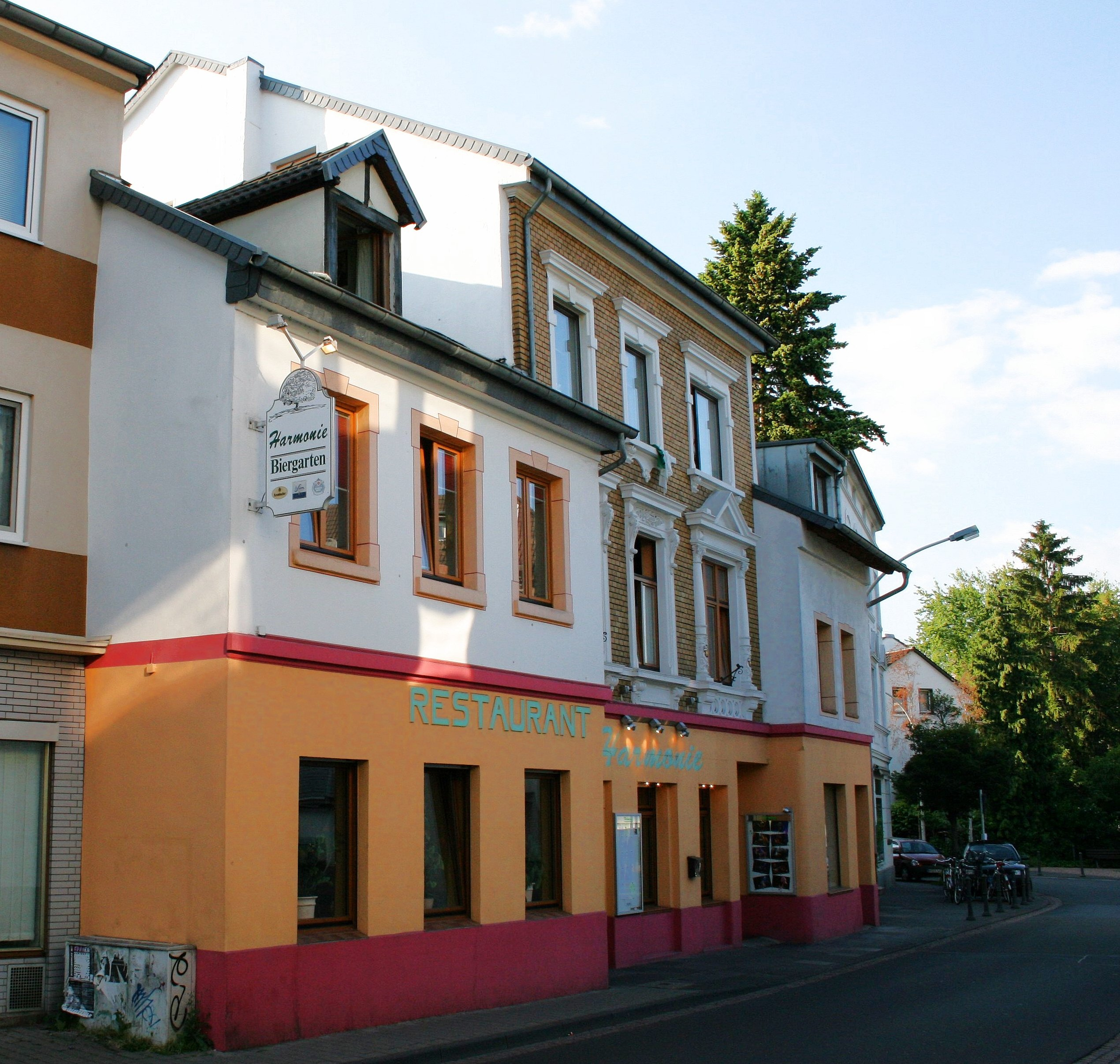
Außenansicht Harmonie (2009)

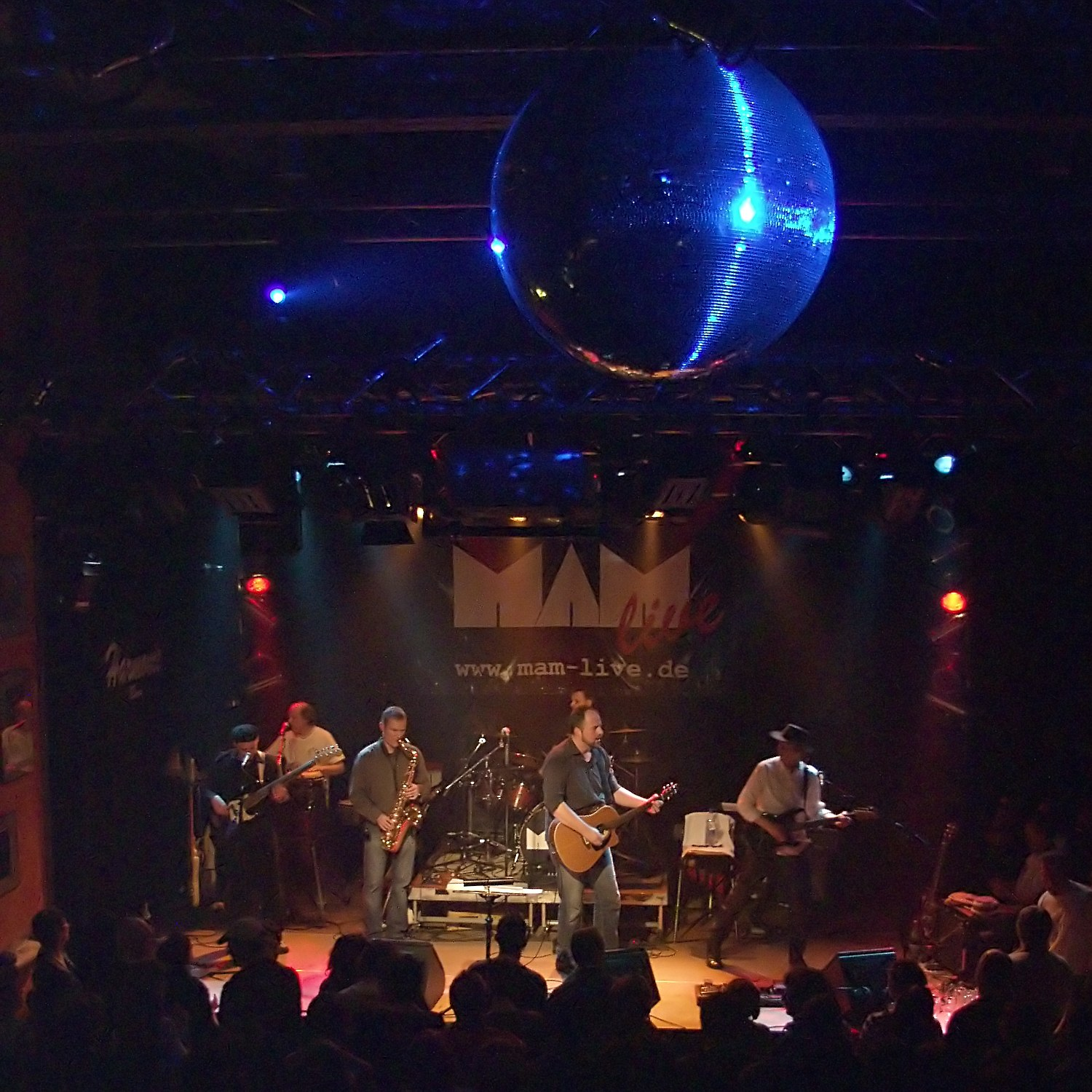
MAM, eine BAP-Coverband, in der Harmonie

Die Harmonie ist ein Musikclub mit angeschlossenem Restaurant- und Thekenbetrieb auf der Kulturmeile in Bonn-Endenich.
Das Lokal befindet sich in einem historischen, über hundert Jahre alten Gebäude auf der Frongasse.
Zunächst war dort ab 1899 das Bonner Caféhaus etabliert. 1920 wurde das Geschäft in Harmonie umbenannt und als Gasthaus mit Tanzsaal umgebaut. Nachdem es über 70 Jahre lang als Traditionsgaststätte von ein und derselben Familie geführt wurde, übernahm 1994 ein Betreiberkollektiv von drei Personen das alte Lokal und sanierte es von Grund auf. Unter Verwendung moderner Bühnentechnik wurde der L-förmige Konzertsaal mit Bühne und Theke errichtet, ohne dabei die historische Bausubstanz zu beschädigen oder das Ambiente des Gebäudes mit der vorgelagerten Gaststätte und einem Innenhof zu zerstören. Der Saal mit einer rückwärtigen Empore reicht für maximal 460 Zuschauer und ermöglicht enge Kontakte zwischen den Künstlern und ihrem Publikum. Ein anliegender, dem Publikum nicht zugängiger Gebäudeteil dient heute als Verwaltungshaus und Künstlergarderobe. Während der Sommermonate steht ein Biergarten mit ca. 450 Sitzplätzen zur Verfügung.
In der Harmonie treten Musiker, Gruppen, Kleinkünstler und Kabarettisten auf. Zu den in den letzten Jahren dort aufgetretenen Künstlern gehören Roger Chapman,  The Pretty Things, Canned Heat, Peter Green (Splinter Group), Eric Burdon,  Fish, Chris Norman, Peter Horton, Pe Werner, Ingo Insterburg, Guildo Horn, Götz Widmann, Martin „Kleinti“ Simon, Maximilian Osterritter, Christoph Schunck, Gerd J. Pohl, Anke Engelke, Violets and Roses, Hannes Wader, Inga Rumpf oder Brian Auger.
Im Saal finden seit Dezember 2003 zweimal jährlich TV-Aufzeichnungen des Crossroads-Festivals im Rahmen des WDR-Rockpalasts statt; er dient auch als Spielort des Bonner Beethovenfestes. In unregelmäßigen Abständen werden Konzerte für das Radio mitgeschnitten und vom WDR und DLF gesendet.
Die Reihe Nachtfieber bietet Nachwuchskünstlern einmal monatlich ein größeres Forum zur Präsentation ihrer Programme.
Neben diesem Programm steht die Harmonie mehrmals jährlich für ihre Motto-Partys „70er-Jahre-Party“ und „68er-Party“. An Karneval ist die Harmonie nach dem Karnevalszug mit einer „After-Zoch-Party“ eine Hochburg des Endenicher Karnevals.